# Riksförbundet Enskilda Vägar
Riksförbundet Enskilda Vägar (REV) är en ideell opolitisk samarbetsorganisation för enskilda väghållare i Sverige. Riksförbundet har sitt ursprung i det Länsförbund för Enskild Väghållning som bildades i Stockholm 1949. Länsförbundet ombildades 1968 till ett riksförbund. Akronymen REV stod fram till 2001 för Riksförbundet för Enskild Väghållning.
Den som är väghållare för en enskild väg i Sverige kan bli medlem, under februari 2015 passerade medlemsantalet 11 000 föreningar och under oktober 2018 passerade medlemsantalet 12 000. Merparten av medlemsföreningarna är vägföreningar eller samfällighetsföreningar.
REV bevakar frågor av övergripande karaktär som berör enskild väghållning. REV bistår också sina medlemmar med experthjälp i tekniska och juridiska frågor, samt håller kurser för medlemmarna.
REV samarbetar med bland annat Trafikverket, Lantmäteriet, Sveriges kommuner och landsting, departementen och Trafikutskottet i frågor som rör enskild väghållning.
Uno Jakobsson är sedan 2011 ordförande för förbundet.